# Friedrich Welter
Friedrich Wilhelm Welter (* 2. Mai 1900 in Eydtkuhnen bei Königsberg; † 9. Januar 1984) war ein deutscher Komponist, Musikpädagoge und Musikkritiker.

## Leben

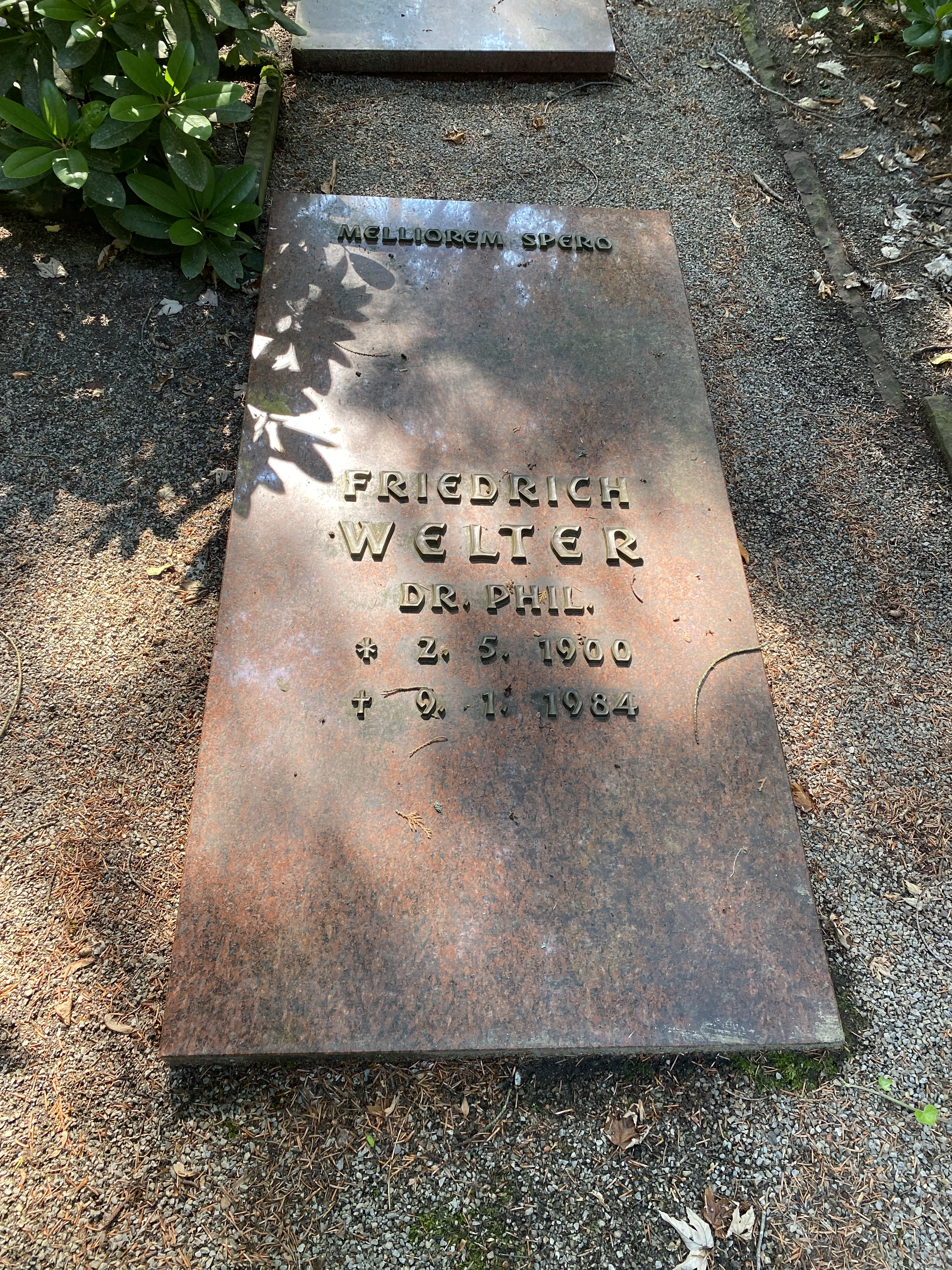
Grabstätte auf dem Zentralfriedhof Lüneburg

Welter war ein Sohn des Kaufmanns Friedrich Wilhelm Welter aus dessen Ehe mit Bertha Welter geb. Hirth. Er besuchte die Gymnasien in Insterburg und Königsberg und legte an letzterem im Juni 1918 seine Reifeprüfung ab. Danach absolvierte er bis Ende 1918 seinen Militärdienst. Ab Ostern 1919 studierte er an der Universität Königsberg Kunstgeschichte und Philosophie und besuchte gleichzeitig das Konservatorium Königsberg. Ostern 1921 wurde er Meisterschüler von Georg Schumann an der Berliner Akademie der Künste und studierte an der Berliner Universität Musikwissenschaft, insbesondere bei Johannes Wolf. 1923 wurde er mit einer Arbeit zur Orgelmusik zum Dr. phil. promoviert und arbeitete anschließend als Musikkritiker für verschiedene Tageszeitungen, darunter für den Berliner Lokal-Anzeiger.
1928 bis 1932 katalogisierte Welter das Archiv der Berliner Singakademie, das zu den bedeutendsten Notensammlungen des 18. und 19. Jahrhunderts zählt. In diesen Jahren war er auch mit dem Komponisten Justus Hermann Wetzel befreundet, dem er 1931 eine Monographie widmete.
Mit der Machtergreifung der Nationalsozialisten 1933 positionierte sich Welter gegen die vermeintlich „Entartete Kunst“ von Komponisten wie Kurt Weill und Paul Hindemith, die er publizistisch bekämpfte, und machte sich damit zum Sprachrohr des NS-Regimes. Das betrifft insbesondere seinen 1937 erschienenen Führer durch die Opern und die 1939 erschienene Musikgeschichte im Umriß, in denen er jüdische Komponisten verunglimpfte und sich über das Thema „Musik und Rasse“ ausließ.
Um 1939 war er kurzzeitig Kompositionslehrer von Gottfried von Einem, der von einem A-Cappella-Stück Welters beeindruckt war, das er in einem Chorkonzert gehört hatte. Der Unterricht endete jedoch nach einigen Wochen, da Welter als Offizier zur Wehrmacht eingezogen wurde.
Nach dem Zweiten Weltkrieg war Welter als Bibliothekar in Lüneburg tätig. Er verstarb im Alter von 83 Jahren und wurde auf dem Zentralfriedhof Lüneburg beigesetzt.

## Kompositionen (Auswahl)
Als Komponist trat er vor allem mit Klavier- und Vokalmusik hervor, darunter:
- Op. 1 – Acht kleine Klavierstücke, Berlin-Lichterfelde: Vieweg 1926
- Op. 3 – Vier Lieder für vierstimmigen Männerchor, Berlin-Lichterfelde: Welter 1929
- Op. 4 – Drei Lieder nach Gedichten von Paul Würzburger, Berlin: Ries & Erler 1929
- Op. 6 – Kleine Sonate für Klavier, Stettin: Möricke 1937
- Op. 10 – Suite in Form von Variationen in 3 Sätzen, Berlin-Lichterfelde: Welter o. J.
- Op. 15 – Drei Elegien für Sopran und Klavier, Berlin: Stahl 1935
- Op. 19 – Nach Ostland. Fünf Volkslieder für Männerchor, Berlin: Stahl 1935
- Die zur Wahrheit wandern, Kantate nach Texten von Christian Morgenstern

## Schriften
- Spiel und Kompositionen zu mehreren Orgeln vom 16.–19. Jahrhundert, vornehmlich in Oberitalien, Berlin 1923 (Diss.) – Auszug: Jahrbuch der Dissertationen der Philosophischen Fakultät der Friedrich-Wilhelms-Universität zu Berlin, 1923, S. 327–329
- Justus Hermann Wetzel. Der Künstler und sein Werk, Berlin: Stahl 1931
- Um die deutsche Musik – Ein Bekenntnis, in: Die Musik, Jg. 25, Heft 10 (Juli 1933), S. 727–730 (Digitalisat)
- Hindemith – Eine kulturpolitische Betrachtung (Ein Nachwort zum 1. Deutschen Komponistentag), in: Die Musik, Jg. 26, Heft 6 (März 1934), S. 417–422 (Digitalisat)
- Führer durch die Opern. Die Standardwerke und Neuerscheinungen des deutschen Opernspielplans auf Grund neuzeitlicher Richtlinien mit Lebensbeschreibungen ihrer Schöpfer, mit einer Operngeschichte und 2 Verzeichnissen, Leipzig: Hachmeister & Thal 1937
- Musikgeschichte im Umriß. Vom Urbeginn bis zur Gegenwart. Mit besonderer Berücksichtigung der deutschen Musik seit 1900 , Leipzig: Hachmeister & Thal 1939
- Katalog der Musikalien der Ratsbücherei Lüneburg, Lippstadt: Kistner & Sigel 1950
- Die Musikbibliothek der Sing-Akademie zu Berlin. Versuch eines Nachweises ihrer früheren Bestände, in: Sing-Akademie zu Berlin. Festschrift zum 175jährigen Bestehen, hrsg. von Werner Bollert, Berlin: Rembrandt-Verlag 1966, S. 33–49